# MCDプロジェクト
MCDプロジェクトとは、民博コスチュームデータベース (MCD) を構築し運用していくための組織である。

## 概要
1984年度から1995年度まで国立民族学博物館（略称：民博）の大丸研究室では、当時の大阪樟蔭女子大学衣料情報室と協力して、服装関連分野のデータベース化の研究と構築に取り組んできた。この期間の活動を基盤として、現在もデータベースの構築は継続されている。MCDプロジェクトはその過程で生まれてきたものであり、その出発点は、1988･1989年度の国立民族学博物館共同研究会「服装の比較文化論的基礎研究－関連シソーラスの評価」とみなすことができる。その後、1995年度まで継続的に行われた共同研究会「服装データベース構築のための基礎的理論」および「服装データベース構築のためのドキュメンテーション手法」を通して、現在のプロジェクトが形成されてきた。本プロジェクトでは、衣文化についてのデータベース化にかかることがら、すなわちデータの分析から、構築、サービスに至るまでの研究を行ってきている。メンバーは、服装学・情報学・文化人類学等の専門家で構成され、各共同研究会では必要に応じて入れ替わっている。

## 成果
MCDプロジェクトの成果は、現＜服装・ 身装文化資料デジタルアーカイブ＞として、国立民族学博物館のウェブサイトから公開された。ここでいう「身装」とは、身体および身体を装うための“モノ”とそれに関連する“コトガラ”のすべてを含んだ概念を表すために導入された言葉であり、着装している人間を中心として、その人々をとりまく文化的環境までをも含む概念である。
また、MCDでは、データ分析に「服装専門分類表」および「身装概念コード表」(シソーラス)などの独自の体系を用いていることに特徴がある。「服装専門分類表」 は、生産から消費への流れを表す面と、衣服、あるいは関連品それ自体を表す面の2つの面からなるファセット分類である。「身装概念コード表」は、服装専門分類表に基づき、優先語を選ばす同類語をコード化した体系表示である。
MCDを構成する4つのサブデータベースとそのデータ件数（2017年2月時点）は、以下のとおりである。データベースは現在も更新されており、毎年、10,000件程度のデータが追加されている。

### 衣服・アクセサリーデータベース
国立民族学博物館が所蔵する衣服標本資料とアクセサリー標本資料の詳細分析情報、および関連するフィールド写真を収録している。画像を含めた総データ件数は、約230,000件。

### 身装文献データベース
身装文化に関する雑誌記事、図書の索引情報で、
1. 服装関連日本語雑誌記事（カレント）
2. 服装関連日本語雑誌記事（戦前編）
3. 服装関連外国語雑誌記事
4. 服装関連日本語図書
5. 服装関連外国語民族誌

から構成されている。約170,000件。

### 近代日本の身装電子年表データベース
洋装がまだ日常に定着していなかった1868年（明治元年）から1945年（昭和20年）の日本を対象とした身装関連の電子年表で、当時の新聞記事と身装関連雑誌をもとにしている。「事件」と「現況」、「各年の画像」、「回顧」で構成されている。画像を含めた総データ件数は、約11,000件。

### 身装画像データベース
和装と洋装が拮抗したダイナミックな期間である1868年（明治元年）から1945年（昭和20年）までの日本を対象とした身装関連の画像データベース。文化変容の様子を、当時の新聞小説挿絵、写真、図書中の図版、ポスターなどを通して窺うことができる。データ件数は、約5,000件。

## MCDプロジェクトの構成員
- 代表
  - 高橋晴子 （国立民族学博物館 外来研究員 ）
- メンバー（五十音順）
  - 樫永真佐夫 （国立民族学博物館）
  - 加茂瑞穂 （武庫川女子大学）
  - 久保正敏
  - 猿田佳那子
  - 鈴木桂子 （立命館大学）
  - 大丸弘
  - 田中昌美 （愛知大学中部地方産業研究所 研究員）
  - 谷本滋 （国際物理オリンピック2023協会）
  - 津田光弘 （イパレット）
  - 中川隆
  - 八村広三郎 （立命館大学）
  - 南真木人 （国立民族学博物館）